# Myrmotherula
Myrmotherula là một chi chim trong họ Thamnophilidae.

## Các loài
- Myrmotherula ambigua
- Myrmotherula assimilis
- Myrmotherula axillaris
- Myrmotherula behni
- Myrmotherula brachyura
- Myrmotherula cherriei
- Myrmotherula erythrura
- Myrmotherula fluminensis
- Myrmotherula fulviventris
- Myrmotherula grisea
- Myrmotherula gularis
- Myrmotherula guttata
- Myrmotherula gutturalis
- Myrmotherula haematonota
- Myrmotherula hauxwelli
- Myrmotherula ignota
- Myrmotherula iheringi
- Myrmotherula klagesi
- Myrmotherula leucophthalma
- Myrmotherula longicauda
- Myrmotherula longipennis
- Myrmotherula menetriesii
- Myrmotherula minor
- Myrmotherula multostriata
- Myrmotherula ornata
- Myrmotherula pacifica
- Myrmotherula schisticolor
- Myrmotherula sclateri
- Myrmotherula spodionota
- Myrmotherula sunensis
- Myrmotherula surinamensis
- Myrmotherula unicolor
- Myrmotherula urosticta